# Миротино (Тульская область)
Миротино (Миротины) — упразднённое село, урочище на территории современного Заокского района Тульской области России. До упразднения уездно-губернского деления входило в Алексинский уезд Тульской губернии.

## География
Село располагалось на речке Безпутке, 50 вёрст от Тулы, 45 вёрст от Алексина и 7 вёрст от станции Шульгино Московско-Курской железной дороги.

## История
Время образования прихода, а ровно и время основания бывших в нём двух деревянных храмов, из которых один сгорел в 1839 году, а второй в 1888 году, неизвестны. Сохранились сведения, что оба они были устроены в честь пророка Илии.
В 1889 году на средства прихожан и благотворителей начато строение каменного храма. Трапезная церкви имела два предела: правый в честь пророка Илии, а левый в честь благоверных князей Бориса и Глеба.
В состав прихода, кроме села, входили деревни: Акулово, Путиково, Золотиха, Федотово и Хлебодаровка, с общим числом прихожан в 1895 году 913 человек мужского пола и 972 женского. Штат церкви состоял из священника и псаломщика. Имелось церковной земли 65 десятин.

## Население
В 1859 году в селе имелось 27 дворов, в которых проживали 117 мужчин и 114 женщин.

## Известные уроженцы
- Бажанов Василий Борисович (1800—1883) — протопресвитер, член Святейшего синода, духовник императоров: Александра II Николаевича, Николая I Павловича, Александра III Александровича.
- Авель (Васильев)[источник не указан 1386 дней] — монах, прихожанин церкви.

## Инфраструктура
Основа экономики — сельское хозяйство. Кроме земледелия жители занимались торговлей картин и сбытом книг лубочного издания (офени), а также кустарным производством: щетинным, слесарным и кузнечным.
С 1879 года в селе действовала двухклассное училище Министерства народного просвещения.